# Penruddock
Penruddock – wieś w Anglii, w Kumbrii, w dystrykcie (unitary authority) Westmorland and Furness. Leży 29 km na południe od miasta Carlisle i 394 km na północny zachód od Londynu.